# بوفندن
بوفندن (به آلمانی: Bovenden) یک منطقهٔ مسکونی در آلمان است که در گوتینگن واقع شده‌است. بوفندن ۱۳٬۳۵۰ نفر جمعیت دارد.